# Binnert de Beaufort (auteur)
Jhr. Binnert Philip de Beaufort (Arnhem, 28 november 1970) is een Nederlandse schrijver.

## Biografie
De Beaufort is een schrijver en inmiddels voormalig journalist van het zakenblad Quote. Debuteerde in 2005 met zijn 'coming of age roman' Blauw Bloed, schreef eerder Oud Geld met stijlschrijvers Jort Kelder en Yvo van Regteren Altena. Hij werkt als freelancer voor diverse media en is docent op de Hogeschool van Amsterdam.

## Familie
De Beaufort is een lid van de familie De Beaufort en een zoon van jhr. mr. Willem Hendrik de Beaufort (1939), griffier van de Tweede Kamer der Staten-Generaal, en Marina Elisabeth van Panthaleon barones van Eck (1942), lid van de familie Van Eck en via zijn moeder is hij een kleinzoon van burgemeester François Marinus van Panthaleon baron van Eck (1908-1993). De Beaufort is gescheiden van een dochter van de schrijver G.L. Durlacher en heeft met haar twee dochters.